# Trofeo Santosh
El Trofeo Santosh es un torneo de fútbol indio en el que participan los estados del país junto con algunas instituciones gubernamentales. Esto se lleva a cabo anualmente desde 1941. Bengala fue el primer ganador del trofeo. El trofeo lleva el nombre del difunto Maharaja Sir Manmatha de Santosh, ahora en Bangladés.

## Historia
El Trofeo Santosh se inició en 1941 después de que el entonces presidente de la Asociación de Fútbol de la India, la asociación de fútbol de Bengala Occidental, Sir Manmatha Nath Roy Chowdhary de Santosh, donó el trofeo. En el momento del primer torneo, India carecía de un campeonato principal adecuado para los equipos de fútbol. Las otras dos competiciones principales en ese momento fueron la Copa Durand, la Copa Rovers y el Escudo IFA, y fueron jugadas por clubes. En 1990, en un intento por atraer a jugadores más jóvenes, la Federación de Fútbol de la India convirtió el Trofeo Santosh en una competencia para menores de 23 años. Este movimiento solo duró tres temporadas antes de que el torneo se revirtiera a una competencia senior. Durante su tiempo como entrenador en jefe de la India, Bob Houghton pidió que se suspendiera el torneo ya que era una pérdida de tiempo y talento. Fue más agresivo contra el torneo después de que el delantero indio Sunil Chhetri se lesionó en el Trofeo Santosh 2009 y tuvo que perderse la Copa Nehru. Como resultado, los jugadores del equipo nacional no podían participar en el torneo. Esto también fue eventualmente revertido. En 2013 se reveló que el AIFF decidió que los jugadores de la I-League no podrían participar en el Trofeo Santosh.

## Ediciones
La siguiente es una lista de ganadores y finalistas de cada edición del Trofeo Santosh.
| Temporada | Ciudad     | Ganador                                                   | Resultado                                                 | Subcampeón                                                |
| --------- | ---------- | --------------------------------------------------------- | --------------------------------------------------------- | --------------------------------------------------------- |
| 1941–42   | Kolkata    | Bengala                                                   | 5–1                                                       | Delhi                                                     |
| 1944–45   | Delhi      | Delhi                                                     | 2–0                                                       | Bengala                                                   |
| 1945–46   | Bombay     | Bengala                                                   | 2–0                                                       | Bombay                                                    |
| 1946–47   | Bangalore  | Mysore                                                    | 0–0, 2–1                                                  | Bengala                                                   |
| 1947–48   | Kolkata    | Bengala                                                   | 0–0, 1–0                                                  | Bombay                                                    |
| 1949–50   | Kolkata    | Bengala                                                   | 5–0                                                       | Hyderabad                                                 |
| 1950–51   | Kolkata    | Bengala                                                   | 1–0                                                       | Hyderabad                                                 |
| 1951–52   | Bombay     | Bengala                                                   | 1–0                                                       | Bombay                                                    |
| 1952–53   | Bangalore  | Mysore                                                    | 1–0                                                       | Bengala                                                   |
| 1953–54   | Kolkata    | Bengala                                                   | 0–0, 3–1                                                  | Mysore                                                    |
| 1954–55   | Madras     | Bombay                                                    | 2–1                                                       | Services                                                  |
| 1955–56   | Ernakulam  | Bengala                                                   | 1–0                                                       | Mysore                                                    |
| 1956–57   | Trivandrum | Hyderabad                                                 | 1–1, 4–1                                                  | Bombay                                                    |
| 1957–58   | Hyderabad  | Hyderabad                                                 | 3–1                                                       | Bombay                                                    |
| 1958–59   | Madras     | Bengala                                                   | 1–0                                                       | Services                                                  |
| 1959–60   | Nowgoan    | Bengala                                                   | 3–1                                                       | Bombay                                                    |
| 1960–61   | Kozhikode  | Services                                                  | 0–0, 1–0                                                  | Bengala                                                   |
| 1961–62   | Bombay     | Indian Railways                                           | 3–0                                                       | Bombay                                                    |
| 1962–63   | Bangalore  | Bengala                                                   | 2–0                                                       | Mysore                                                    |
| 1963–64   | Madras     | Maharastra                                                | 1–0                                                       | Andhra Pradesh                                            |
| 1964–65   | Guwahati   | Indian Railways                                           | 2–1                                                       | Bengala Occidental                                        |
| 1965–66   | Kollam     | Andhra Pradesh                                            | 1–1, 1–0                                                  | Bengala Occidental                                        |
| 1966–67   | Hyderabad  | Indian Railways                                           | 0–0, 2–0                                                  | Services                                                  |
| 1967–68   | Cuttack    | Mysore                                                    | 1–0                                                       | Bengala Occidental                                        |
| 1968–69   | Bangalore  | Mysore                                                    | 0–0, 1–0                                                  | Bengala Occidental                                        |
| 1969–70   | Nowgoan    | Bengala Occidental                                        | 6–1                                                       | Services                                                  |
| 1970–71   | Jalandhar  | Punyab                                                    | 1–1, 3–1                                                  | Mysore                                                    |
| 1971–72   | Madras     | Bengala Occidental                                        | 4–1                                                       | Indian Railways                                           |
| 1972–73   | Goa        | Bengala Occidental                                        | 4–1                                                       | Tamil Nadu                                                |
| 1973–74   | Ernakulam  | Kerala                                                    | 3–2                                                       | Indian Railways                                           |
| 1974–75   | Jalandhar  | Punyab                                                    | 6–0                                                       | Bengala Occidental                                        |
| 1975–76   | Kozhikode  | Bengala Occidental                                        | 0–0, 3–1                                                  | Karnataka                                                 |
| 1976–77   | Patna      | Bengala Occidental                                        | 1–0                                                       | Maharastra                                                |
| 1977–78   | Kolkata    | Bengala Occidental                                        | 1–1, 3–1                                                  | Punyab                                                    |
| 1978–79   | Srinagar   | Bengala Occidental                                        | 1–0                                                       | Goa                                                       |
| 1979–80   | Coimbatore | Bengala Occidental                                        | 1–0                                                       | Punyab                                                    |
| 1980–81   | Cuttack    | Punyab                                                    | 0–0, 2–0                                                  | Indian Railways                                           |
| 1981–82   | Thrissur   | Bengala Occidental                                        | 2–0                                                       | Indian Railways                                           |
| 1982–83   | Kolkata    | Bengala Occidental y Goa compartieron el título. 0-0, 0-0 | Bengala Occidental y Goa compartieron el título. 0-0, 0-0 | Bengala Occidental y Goa compartieron el título. 0-0, 0-0 |
| 1983–84   | Madras     | Goa                                                       | 1–0                                                       | Punyab                                                    |
| 1984–85   | Kanpur     | Punyab                                                    | 3–0                                                       | Maharastra                                                |
| 1985–86   | Jabalpur   | Punyab                                                    | 0–0 (4–1 pen.)                                            | Bengala Occidental                                        |
| 1986–87   | Calcutta   | Bengala Occidental                                        | 2–0                                                       | Indian Railways                                           |
| 1987–88   | Kollam     | Punyab                                                    | 0–0 (5–4 pen.)                                            | Kerala                                                    |
| 1988–89   | Guwahati   | Bengala Occidental                                        | 1–1 (4–3 pen.)                                            | Kerala                                                    |
| 1989–90   | Margao     | Goa                                                       | 2–0                                                       | Kerala                                                    |
| 1990–91   | Palakkad   | Maharastra                                                | 1–0                                                       | Kerala                                                    |
| 1991–92   | Coimbatore | Kerala                                                    | 3–0                                                       | Goa                                                       |
| 1992–93   | Cochín     | Kerala                                                    | 2–0                                                       | Maharastra                                                |
| 1993–94   | Cuttack    | Bengala Occidental                                        | 2–2 (5–3 pen.)                                            | Kerala                                                    |
| 1994–95   | Chennai    | Bengala Occidental                                        | 2–1 (g.o.)                                                | Punyab                                                    |
| 1995–96   | Margao     | Bengala Occidental                                        | 1–0                                                       | Goa                                                       |
| 1996–97   | Jabalpur   | Bengala Occidental                                        | 1–0 (g.o.)                                                | Goa                                                       |
| 1997–98   | Guwahati   | Bengala Occidental                                        | 1–0                                                       | Goa                                                       |
| 1998–99   | Chennai    | Bengala Occidental                                        | 5–0                                                       | Goa                                                       |
| 1999–00   | Thrissur   | Maharastra                                                | 3–2                                                       | Kerala                                                    |
| 2001–02   | Mumbai     | Kerala                                                    | 3–2 (g.o.)                                                | Goa                                                       |
| 2002–03   | Imphal     | Manipur                                                   | 2–1 (g.o.)                                                | Kerala                                                    |
| 2004–05   | Delhi      | Kerala                                                    | 3–2                                                       | Punyab                                                    |
| 2005–06   | Cochín     | Goa                                                       | 3–1 (pró.)                                                | Maharastra                                                |
| 2006–07   | Gurgaon    | Punyab                                                    | 0–0 (pró.), (5–3 pen.)                                    | Bengala Occidental                                        |
| 2007–08   | Srinagar   | Punyab                                                    | 1–0                                                       | Services                                                  |
| 2008–09   | Chennai    | Goa                                                       | 0–0 (pró.), (4–2 pen.)                                    | Bengala Occidental                                        |
| 2009–10   | Kolkata    | Bengala Occidental                                        | 2–1                                                       | Punyab                                                    |
| 2010–11   | Assam      | Bengala Occidental                                        | 2–1                                                       | Manipur                                                   |
| 2011–12   | Odisha     | Services                                                  | 3–2                                                       | Tamil Nadu                                                |
| 2012–13   | Kerala     | Services                                                  | 0–0 (pró.), (4–3 pen.)                                    | Kerala                                                    |
| 2013–14   | Siliguri   | Mizoram                                                   | 3–0                                                       | Indian Railways                                           |
| 2014–15   | Ludhiana   | Services                                                  | 0–0 (5–4 pen.)                                            | Punyab                                                    |
| 2015–16   | Nagpur     | Services                                                  | 2–1                                                       | Maharastra                                                |
| 2016–17   | Goa        | Bengala Occidental                                        | 1–0                                                       | Goa                                                       |
| 2017–18   | Kolkata    | Kerala                                                    | 2-2 (4–2 pen.)                                            | Bengala Occidental                                        |
| 2018–19   | Ludhiana   | Services                                                  | 1-0                                                       | Punyab                                                    |
| 2021–22   | Manjeri    | Kerala                                                    | 1-1 (5–4 pen.)                                            | Bengala Occidental                                        |
| 2022–23   | Riad       | Karnataka                                                 | 3-2                                                       | Meghalaya                                                 |
| 2023–24   | Yupia      | Services                                                  | 1-0                                                       | Goa                                                       |
| 2024–25   | Hyderabad  | Bengala Occidental                                        | 1-0                                                       | Kerala                                                    |

## Palmarés
| Equipo                       | Campeonatos | Subcampeonatos | Último campeonato |
| ---------------------------- | ----------- | -------------- | ----------------- |
| Bengala Occidental / Bengala | 33          | 14             | 2024–25           |
| Punyab                       | 8           | 8              | 2007–08           |
| Kerala                       | 7           | 9              | 2021-22           |
| Services                     | 7           | 5              | 2023–24           |
| Goa                          | 5           | 9              | 2008–09           |
| Karnataka / Mysore           | 5           | 5              | 2022–23           |
| Maharastra / Bombay          | 4           | 12             | 1999–00           |
| Indian Railways              | 3           | 6              | 1966–67           |
| Hyderabad                    | 2           | 2              | 1957–58           |
| Andhra Pradesh / Andhra      | 1           | 1              | 1965–66           |
| Delhi                        | 1           | 1              | 1944–45           |
| Manipur                      | 1           | 1              | 2002–03           |
| Mizoram                      | 1           | 0              | 2013–14           |
| Tamil Nadu / Madrás          | 0           | 2              | —                 |
| Meghalaya                    | 0           | 1              | —                 |

## Récords de jugadores
- Máximo anotador del torneo: Inder Singh (Punjab) (45 goles)[5]
- Máximo goleador en un campeonato: Inder Singh (Punjab) (23 goles – 1973–74)
- Máximo goleador en un partido: N. Pagsley (West Bengal) y Inder Singh (Punjab) con Rajputana y Gujarat respectivamente. (7 goles)